# Cerecinos del Carrizal
Cerecinos del Carrizal és un municipi de la província de Zamora a la comunitat autònoma de Castella i Lleó. Limita amb Aspariegos, Arquillinos, Pajares de la Lampreana, Piedrahita de Castro, Moreruela de los Infanzones, Torres del Carrizal i Benegiles.

## Història
S'han trobat restes de factura romana en diversos paratges del terme municipal, com en el "Regato dels Pajarinos", en "Valdelasierna" i en "El Charco del Buey".
La primera notícia escrita prové de Fernández Dura, que sitúa en 1153 a Cerecinos com feudatari del monestir de San Martín de Castañeda. En 1174, Fernando II el va donar a l'ordre hospitalària i al seu comanador Pedro González.
Banyat pel riu Salán, avui denominat riu salat, ha sigut un poble de rància tradició vinataire, amb multitud de cellers excavades en terra. A partir del s.XIX, ya degut a la plaga de la fil·loxera, desapareixen les vinyes i des de llavors l'agricultura va passar a ser la principal activitat de Cerecinos.

## Topònim
Cerecinos podria provenir de la paraula llatina ceres, és a dir, lloc on es cullen cereals.

## Fills il·lustres
Carlos Pinilla Turño (1911 - 1991): Advocat espanyol pertenecent al cos d'advocats de l'Estat, sindicalista i falangista, conseller Nacional y procurador a Corts durant nou de les deu legislatures del període franquista. Senador d'Espanya durant tres legislatures durant el regnat de Juan Carlos I.

## Festes
- Setmana Cultural: Promovida per l'Associació Cultural Rio Salado, se sol celebrar a la setmana que queda al voltant a les dates del 5 d'agost (Nostra Sra. de las Neus) i 6 d'agost (San Salvador). Durant aquests dies tenen lloc conferències, teatre, cine, contacontes, grups folclórics, tallers infantils, pintura mural i competicions diverses.
- Nostra senyora de la Mercé: La seva celebració és el dia 24 de semptembre y tenen lloc verbenas, atraccións per als nens (castell inflable, tren panoramic…), actuacións de magia, balls regionals, etc.

## Serveis
- Bar
- Consultori mèdic
- Frontó que compta amb 2 porteries i 1 cistella de bàsquet.
- «Merendero» amb taules i barbacoes
- Iglesia parroquial del Salvador